# 성용락
성용락(成龍洛, 1958년 12월 26일 ~ , 경북 영천)은 대한민국의 前 공무원이다.

## 학력
- 고려대학교 법학 학사
- 시러큐스대학교 대학원 행정학 석사

## 경력
- 1980.12 : 제24회 행정고등고시 합격
- 1981.04 ~ 1981.10 : 총무처 행정사무관
- 1981.10 ~ 1984.11 : 국세청 행정사무관
- 1984.11 ~ 1992.06 : 감사원 부감사관
- 1992.06 ~ 1995.02 : 감사원 감사관
- 1995.02 ~ 1996.01 : 감사원 법무담당관
- 감사원 국제협력담당관
- 1998.03 : 감사원 제1국 제6과장
- ~ 2002.12 : 감사원 제3국 제1과장
- 2002.12 ~ 2004.03 : 감사원 총무과장
- 2006.01 ~ 2007.01 : 감사원 재정금융감사국장
- 2007.01 ~ 2008.01 : 감사원 기획홍보관리실장
- 2008.01 : 제17대 대통령직인수위원회 정무분과 전문위원
- 2008.05 ~ 2009.01 : 감사원 제1사무차장
- 2009.01 ~ 2013.01 : 감사원 사무총장
- 2010 ~ 2013.12 : 감사원 감사위원
- 2013.08 ~ 2013.12 : 감사원 감사원장 직무대행
- 2014 ~ 2015 : 서울대학교 행정대학원 초빙교수
- 2014.03 ~ 2016.03 : 한국예탁결제원 비상임이사
- 2016.01 ~ 2025.03 : 법무법인 태평양 고문
- 2020.03 ~ 2023.03 : 한진 사외이사 겸 이사회의장
- 한진 사외이사후보추천위원회 위원장
- 한진 ESG위원회 위원장
- 2025.04 ~ : 학교법인 정석인하학원 이사장

## 수상
- 근정포장
- 감사원장 표창